# Tarte Bourdaloue
Pour les articles homonymes, voir Bourdaloue.
La tarte Bourdaloue, également simplement appelée Bourdaloue ou tarte amandine aux poires, est une pâtisserie française créée dans la seconde moitié du XIXe siècle. Elle tient son nom de la rue Bourdaloue, à Paris, où était établi son créateur.

## Historique
Le nom « Bourdaloue » semble d'abord avoir désigné un entremets aux amandes. Le pâtissier et historien de l'art culinaire Pierre Lacam attribue ainsi l'invention d'un gâteau appelé le Bourdaloue au pâtissier Nicolas Bourgoin de la maison Lesserteur, installée au début des années 1850 au 7 de la rue Bourdaloue, dans le 9e arrondissement de Paris. Il s'agit d'un gâteau à base d'amandes pilées, de sucre, d'œufs, de fécule, cuit puis glacé au kirsch. 
Le pâtissier Fasquelle, d'abord installé 75 rue du Four-Saint-Germain en 1860, s'installe dix ans plus tard 7 rue Bourdaloue,, succédant ainsi à Lesserteur. C'est à lui que certaines sources attribuent la création d'un entremets Bourdaloue. Mais les recettes sont très variables selon les sources : il s'agit parfois d'un gâteau aux amandes fourré de frangipane au kirsch et glacé avec une glace au chocolat, ; parfois d'un dessert aux fruits, les fruits utilisés étant tantôt des poires, tantôt des pommes ou encore des abricots, et le seul point commun étant l'utilisation d'un appareil à base d'amandes hachées. Le Larousse gastronomique le décrit quant à lui comme « composé de demi-poires Williams pochées, noyées dans une crème frangipane vanillée, recouvertes de macarons écrasés, et glacées au four. ». Sa déclinaison sous forme de tarte est peut-être plus tardive.

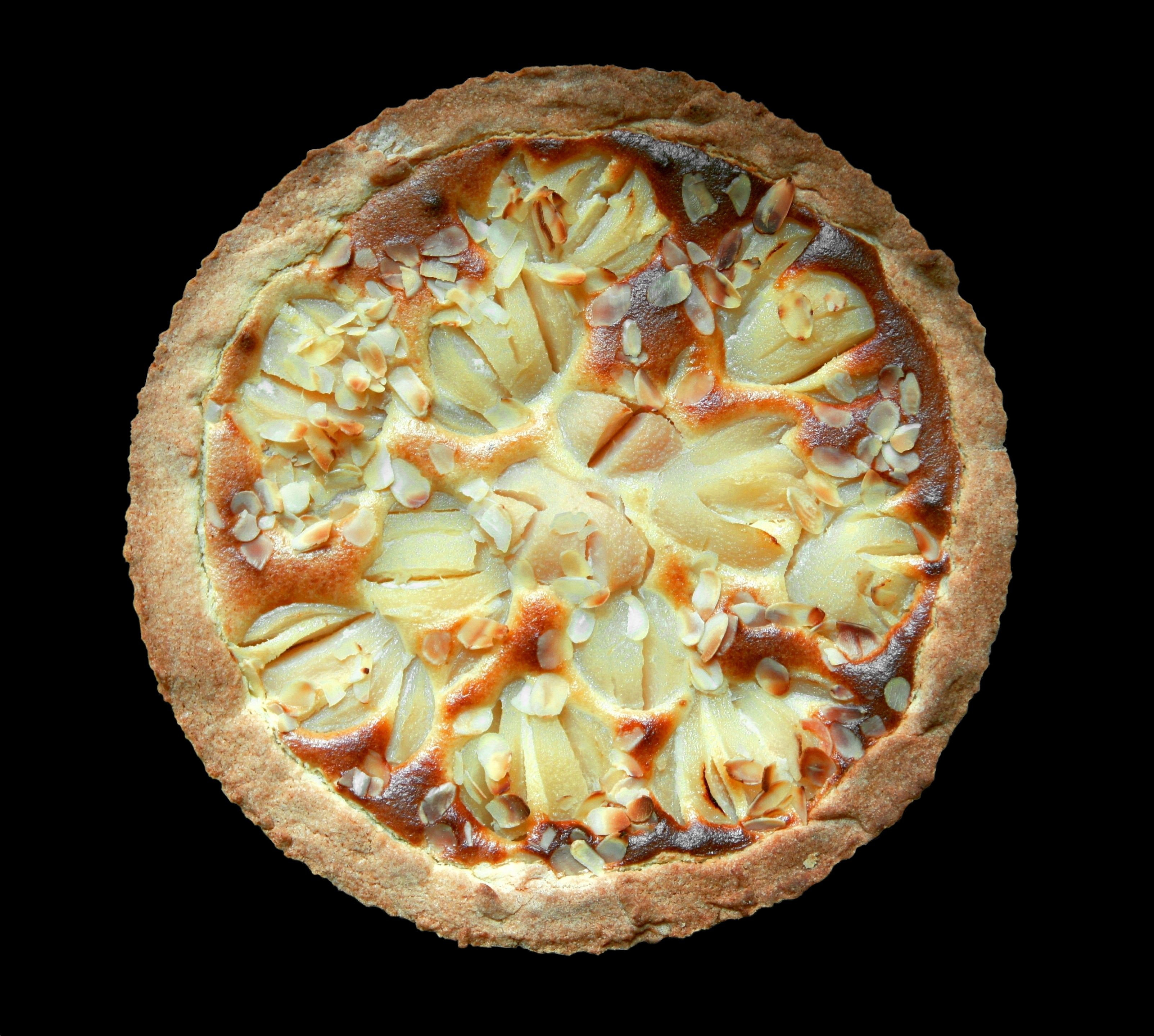

L'appellation « amandine » semble désigner historiquement des tartelettes à base de frangipane, avec ou sans fruits,. L'acception moderne de « tarte amandine » semble être le synonyme de la tarte Bourdaloue,.

## Préparation
Dans sa version moderne, elle est composée de larges morceaux de poires pochées déposés sur une pâte sablée, garnie au préalable avec de la frangipane ou de la crème d'amandes.

## Autres préparations à la bourdaloue
Bourdaloue évoque aussi des recettes au riz. Une bombe Bourdaloue est  parfumée à l'anisette, ainsi que l'apprêt dit à la Bourdaloue qui consiste à accommoder des fruits pochés tels que les abricots, les pêches, l'ananas ou encore les pommes à la bourdaloue, sur un lit de semoule ou de riz au lait. 
Le Pouding de riz à la Bourdaloue est garni de crème frangipane chaude et de fruits. Le riz à la Condé ou Bourdaloue est un riz au lait, aux amandes et aux poires meringué.
Enfin le potage bourdaloue est un consommé de volaille dans lequel on cuit du riz, le tout étant finement lié avec jaune d'œuf et beurre.